# Mario Marino
Mario Marino (Salerno, 27 marzo 1914 – Salerno, 11 maggio 1982) è stato un militare e marinaio italiano, che prestò servizio come operatore nella Xª Flottiglia MAS della Regia Marina durante la seconda guerra mondiale con il grado di capo palombaro di 3ª classe, venendo decorato con la Medaglia d'oro al valor militare per l'operazione di Alessandria d'Egitto del 19 dicembre 1941.

## Biografia
Nacque a Salerno il 27 marzo 1914. Dopo aver frequentato il quinto corso ginnasiale presso il Seminario di Salerno, nel gennaio 1933 si arruolò volontario nella Regia Marina e venne assegnato alla categoria dei palombari, frequentando il corso presso la Scuola C.R.E.M. (Corpo Reale Equipaggi Marittimi) di Varignano, vicino a La Spezia.
Alla fine del corso venne destinato al Comando Marina di Gaeta. Si imbarcò poi sul cacciatorpediniere Freccia e nel 1936 sul sommergibile H 6, sul quale frequentò il 1º Corso sommozzatori ed effettuò anche le prime sperimentali uscite da un sommergibile in immersione. Tra il 1936 e il 1937 fu imbarcato sull'esploratore Nicoloso da Recco a bordo del quale partecipò a missioni operative durante la guerra d'Etiopia e nella successiva guerra di Spagna. Tra il 1938 e il 1940 fu imbarcato sulle navi appoggio palombari Teseo e Titano, a bordo della quale frequentò il Corso per Alti Fondali. Il 4 giugno 1940 sbarcò dal Titano e passò in forza alla 1ª Flottiglia MAS quale operatore subacqueo dei mezzi d'assalto, e partecipò a missioni di guerra con i MAS.
Nel maggio 1941 venne promosso 2º Capo Palombaro Sommozzatore. Nella notte tra il 25 e 26 luglio 1941 partecipò come secondo operatore del mezzo di riserva del capitano delle Armi Navali Vincenzo Martellotta, all'impresa di forzamento della base navale inglese di Malta. Decorato con la Medaglia di bronzo al valor militare, nella notte del 18 e 19 dicembre 1941, sempre con lo stesso ufficiale, sul SLC 222, partecipò al forzamento della base navale inglese di Alessandria. In quell'azione, primo successo degli SLC., vennero affondate due navi da battaglia, una grossa petroliera e venne danneggiato un cacciatorpediniere. Fatto prigioniero dopo la riuscita missione, venne rimpatriato nell'ottobre 1944 e partecipò alla guerra di liberazione nel Gruppo Mezzi d'Assalto di Mariassalto.
Nel 1949 venne promosso Capo di 1ª Classe Palombaro, nel 1962 fu promosso sottotenente del C.E.M.M. (Corpo Equipaggi Marittimi Militari) ed ebbe il comando del Gruppo sminamento S.D.A.I. (Servizio Difesa Automezzi Insidiosi) di La Spezia che mantenne fino al suo collocamento in ausiliaria, avvenuto nel marzo 1977 col grado di capitano di corvetta (CS). Si spense a Salerno l'11 maggio 1982.

### Riconoscimenti
Alla sua memoria la Marina Militare Italiana ha intitolato un motoscafo appoggio sommergibili.. La sua città natale gli ha intitolato una via, così come a lui e a Osvaldo Conti è stata intitolata la locale sezione dell'Associazione Nazionale Marinai d'Italia. I suoi cimeli, la sciarpa azzurra e la sciabola furono donati dalla vedova al Museo tecnico navale di La Spezia.

## Onorificenze
- Promozione al grado di Capo Palombaro di 3ª Classe (1941)

### Annotazioni
1. ↑  Si tratta dell'unità Y-498 Mario Marino da 97 tonnellate, varata nel 1984 presso il cantiere Crestitalia Ameglia.

### Fonti
1. 1 2 3 4 5 6 7 8 9  Alberini, Prosperini 2016, p. 322.
2. 1 2 3  Combattenti Liberazione.
3. 1 2 3 4 5 6  Alberini, Prosperini 2016, p. 333.
4. 1 2  La città di Salerno.
5. ↑  Sito web del Quirinale: dettaglio decorato.